# Miriam T. Stark
Miriam T. Stark (* 14. September 1962) ist eine US-amerikanische Archäologin. Ihr Forschungsschwerpunkt liegt in der Archäologie Südostasiens, hierbei betrachtet sie vor allem Aspekte der Politischen Ökonomie und der Staatenbildung. Des Weiteren interessiert sie sich für die Entwicklung von Technologien, etwa in der Herstellung von Keramik.

## Leben

### Studium und akademische Lehrtätigkeit
Miriam Stark studierte an der University of Michigan in Ann Arbor und erhielt dort 1984 einen Bachelor of Arts in Anthropologie und Anglistik. Anschließend studierte sie an der University of Arizona in Tucson und erhielt dort 1987 einen Master of Arts in Anthropologie sowie 1993 einen Ph. D. in Anthropologie mit der Dissertation Pottery Economics: A Kalinga Ethnoarchaeological Study. Der Archäologe William A. Longacre war ihr Doktorvater. Während ihres Studiums arbeitete sie verschiedentlich am Arizona State Museum. Des Weiteren nahm sie 1992, und erneut 1994, am Thailand Archaeometallurgical Project der University of Pennsylvania im thailändischen Lopburi teil. Von 1990 bis 1994 arbeitete sie als Research Archaeologist für das Desert Archaeology, Inc. in Tucson. Von 1994 bis 1995 war sie Materials Analysis Postdoctoral Fellow am Conservation Analytical Laboratory der Smithsonian Institution in Washington, D.C. Seit 1995 lehrt sie an der University of Hawaiʻi at Mānoa. Von 1995 bis 2000 als Assistant Professor, von 2000 bis 2006 als Associate Professor und seit 2006 als Professorin. Daneben ist sie seit 1995 Research Associate am B. P. Bishop Museum in Honolulu. Stark war 2011 Visiting Professor an der Nationaluniversität Taiwan.
Von 2000 bis 2006 war sie Herausgeberin der Fachzeitschrift Asian Perspectives. Seit 2008 ist sie Mitglied des Editorial Board der Fachzeitschrift Ethnoarchaeology.
Stark ist Mitglied in der American Anthropological Association, der American Association of University Women, der American Women in Science, des Archaeological Institute of America, der Indo-Pacific Prehistory Association und der Society for American Archaeology.

### Archäologische Feldforschung
Starks ethnoarchäologische Forschungen begannen in der zweiten Hälfte der 1980er Jahre als Mitglied des von William A. Longacre geleiteten Kalinga Ethnoarchaeological Project. Im Zuge dessen verbrachte sie von 1987 bis 1988 ein akademisches Jahr in der philippinischen Gemeinde Pasil und führte dort Keramikuntersuchungen in der Barangay Dalupa durch. Hierbei gewonnene Erkenntnisse flossen später in ihre Dissertation ein.
1996 wurde sie Co-Direktorin des Lower Mekong Archaeological Project, eines archäologischen Projektes in Zusammenarbeit mit dem kambodschanischen Kulturministerium, welches sich auf die Erforschung der frühen Staatenbildung im Mekongdelta im südlichen Kambodscha konzentriert. Im Zuge dessen war sie zwischen 1996 und 2009 Co-Leiterin bei neun Ausgrabungen in und um Angkor Borei.
Seit 2010 nahm sie an dem Greater Angkor Project der University of Sydney unter der Leitung von Roland Fletcher und Jeffrey Riegel teil, welches sich mit dem Niedergang von Angkor beschäftigte. Forschungen hierbei konzentrierten sich auf Angkor Wat, Bayon und Ta Prohm.

## Veröffentlichungen (Auswahl)
- mit James M. Heidke (Hrsg.): Ceramic Chronology, Technology, and Economics. The Roosevelt Community Development Study. (1995, Anthropological Papers No. 14, Volume 2. Center for Desert Archaeology, Tucson)
- mit Mark D. Elson, David A. Gregory (Hrsg.): Synthetic Perspectives from the Roosevelt Community Development Study. (1996, Anthropological Papers No. 15. Center for Desert Archaeology, Tucson)
- (Hrsg.): The Archaeology of Social Boundaries. (1998, Smithsonian Institution Press, Washington, D.C.)
- mit James M. Bayman (Hrsg.): Exploring Archaeology. (2000, Carolina Academic Press, Durham, North Carolina)
- (Hrsg.): Archaeology of Asia. (2006, Blackwell Publishing Inc., Malden, Massachusetts)
- mit James M. Skibo, Michael W. Graves (Hrsg.): Archaeological Anthropology: Perspectives on Method and Theory. (2007, University of Arizona Press, Tucson)
- mit Lee Horne, Brenda J. Bowser (Hrsg.): Cultural Transmission and Material Culture: Breaking Down Boundaries. (2008, University of Arizona Press, Tucson)